# Scissurella cingulata
Scissurella cingulata är en snäckart som beskrevs av O.G. Costa 1861. Scissurella cingulata ingår i släktet Scissurella och familjen Scissurellidae. Inga underarter finns listade i Catalogue of Life.